# 1000 Serpentinen Angst
1000 Serpentinen Angst ist der Debüt-Roman der deutschen Schriftstellerin, Dramaturgin, Musikerin und Performerin Olivia Wenzel. Der Roman folgt einer queeren, ostdeutschen, Schwarzen Frau durch Ausschnitte ihres Lebens und ihrer Erinnerungen und verhandelt dabei die Alltäglichkeit rassistischer Gewalt sowie die Vielfältigkeit familiärer, freundschaftlicher und romantischer Beziehungen. Der mit dem Literaturpreis der Stadt Fulda preisgekrönte Roman erschien 2020 im S. Fischer Verlag. Wenzel selbst bezeichnet ihr Werk als Autofiktion.

## Inhalt
1000 Serpentinen Angst folgt der Geschichte einer namenlosen, queeren, Schwarzen Frau, die in den späten 2010er Jahren in Berlin lebt. Die Erzählung verwebt verschiedene Zeitebenen und Erinnerungen, die tief in die Kindheit und Jugend der Protagonistin eintauchen. Die Handlung ist stark von den Themen Rassismus, Kapitalismus, Identität und psychischen Herausforderungen geprägt und zeichnet sich durch eine Erzählweise aus, die persönliche Erfahrung mit gesellschaftspolitischen Analysen verbindet. Die Protagonistin reflektiert über weiße Vorherrschaft in unterschiedlichen Kontexten, darunter die 90er Jahre in der DDR, das gegenwärtige Vietnam sowie die gegenwärtigen, vom transatlantischen Sklavenhandel geprägten USA.
Zu Beginn des Romans befindet sich die Protagonistin auf einer Reise durch die USA. In New York erlebt sie dabei die Präsidentschaftswahl von Donald Trump. Sie beschreibt die von Rassismus geprägte amerikanische Gesellschaft und zieht Verbindungen zu den Auswirkungen des Sklavenhandels und zu Rassismus in Deutschland. Im Verlauf des Romans erlebt die Protagonistin selbst häufig rassistische Diskriminierung oder wird Zeugin von Übergriffen auf andere. So zum Beispiel in einer Szene am Badesee, in der sie beobachtet wie Neonazis ein nicht-weißes Kind rassistisch beleidigen. Ihr Vorschlag, sich mit der betroffenen Familie zu solidarisieren, wird von ihrem Freund abgelehnt. Aus Angst, selbst ins Visier der Neonazis zu geraten, ziehen die beiden sich still zurück. Die Auseinandersetzung mit eigenen und beobachteten Rassismuserfahrungen sowie die Reflexion ihrer Positionierung in den beschriebenen Machtstrukturen sind zentral. Als Schwarze Deutsche erlebt die Protagonistin rassistische Gewalt, während sie gleichzeitig als deutsche Staatsbürgerin und Angehörige der Mittelschicht auch von Privilegien innerhalb des kapitalistischen Systems profitiert. Am Ende des Romans befindet sich die Ich-Erzählerin beispielsweise auf einer Reise nach Vietnam, wo sie den Luxus der auf westliche Touristen und Touristinnen ausgelegten Strandpromenaden und Hotels genießt.
Die Protagonistin wird in den 1980er Jahren in der DDR geboren. Sie ist die Tochter einer deutschen Mutter und eines angolanischen Vaters. Ihr Zwillingsbruder Sammy beging im Jugendalter Suizid, indem er sich vor einen fahrenden Zug stürzte. Die Kindheit der Zwillingsgeschwister ist von Rassismen geprägt, die von verbaler bis zu körperlicher Gewalt reichen. Die Kinder werden zum Beispiel an einer Bushaltestelle von einem fremden Mann angeschrien, Sammy kommt eines Tages mit einem Messer im Bein nach Hause und die Protagonistin wird häufig gefragt, ob sie „zu viel Kakao getrunken“ habe. Ihre Mutter, Susanne, war Punkerin und wurde von der Stasi verfolgt. Sie versuchte mehrmals, die DDR zu verlassen, auch ohne ihre Kinder. In der Gegenwart ist Susanne ebenfalls von einer Gefängnisstrafe bedroht, weswegen sie in ein Haus im Wald abtaucht. Die Protagonistin hat nur sporadischen Kontakt zu beiden Elternteilen. Der Vater der Zwillingsgeschwister, Bento, ist nach Angola zurückgekehrt. Mit ihm kommuniziert sie hauptsächlich über Facebook. Eine weitere wichtige Bezugsperson aus der Kindheit der Protagonistin ist ihre Großmutter Rita. Rita war, im Gegensatz zu ihrer Tochter Susanne, eine linientreue DDR-Bürgerin. Sie bleibt auch in der Gegenwart wichtig für die Ich-Erzählerin. Die Beziehung zwischen Großmutter und Enkelin ist jedoch auch von Unverständnis geprägt. So muss die Protagonistin Rita beispielsweise das Wählen einer rechten Partei mit dem Hinweis auf die eigene marginalisierte Identität ausreden. Die ostdeutsche Familiengeschichte wird auch gesellschaftspolitisch thematisiert. Eine Bildbeschreibung eines Fotos aus der Zeit der DDR endet zum Beispiel mit den Worten: „Warum fand nach dem Mauerfall in Westdeutschland nichts Anerkennung, das der Osten bis dahin hervogebracht hatte?“.
Kim, die Ex-Freundin der Protagonistin, spielt ebenso eine wichtige Rolle in ihrem Leben. Nachdem die Ich-Erzählerin sich auf Kims Geburtstagsfeier mit einem Mann auf dem Klo einschließt und mit diesem Oralsex hat, trennen sich die beiden, und Kim bricht den Kontakt ab. Im Laufe des Romans nähern sich Kim und die Protagonistin jedoch wieder an. Eine weitere Freundin ist Luise, gegenüber deren Tochter Milli die Ich-Erzählerin stellenweise eine elterliche, fürsorgliche Position einnimmt. Der beste Freund der Protagonistin, Burhan, ist Psychotherapeut.
Im Laufe der Handlung entwickelt die Protagonistin eine Angststörung, welche in starkem Zusammenhang zu der von ihr erlebten Diskriminierung steht. Als die Angst immer größer wird und die Protagonistin sich zunehmend nicht mehr in der Lage sieht, ihren Alltag zu bewältigen, bittet sie ihren Freund Burhan um Hilfe. Sie kommt daraufhin zeitweise bei ihm unter und erhält psychiatrische Hilfe in Form von Medikamenten. Auf der Suche nach einer Psychotherapie macht sie weitere Rassismuserfahrungen. Während ein Psychotherapeut ihre Angststörung auf ihre angebliche kulturelle Zerrissenheit zurückführt, schildert eine andere Therapeutin Anekdoten über eigenes rassistisches Verhalten. Nach zwei misslungenen Therapieversuchen versucht die Protagonistin „Therapeut*innen of colour“ zu finden – die Google-Suche liefert jedoch keinen einzigen Treffer.
Im Verlauf des Romans wird die Protagonistin schwanger. Der biologische Vater des Kindes ist Henning, mit dem die Protagonistin zu dieser Zeit in einer Dreier-Wohngemeinschaft lebt. Sie ist zunächst unsicher, ob sie das Kind behalten soll, und erwägt eine Abtreibung. Während ihrer Schwangerschaft unternimmt die Protagonistin eine Reise nach Vietnam. Sie hofft sich dort mit ihrer Ex-Freundin Kim treffen zu können, die gerade ihre Familie besucht. Ihr Wunsch ist es, das Kind gemeinsam mit Kim großzuziehen. Die beiden treffen sich für einige Tage auf einer Halbinsel in der Nähe der Provinz Sông Câu. Bei einem Gespräch offenbart die Ich-Erzählerin Kim ihre Schwangerschaft und fragt, ob diese sich eine gemeinsame Elternschaft vorstellen kann. Kim bejaht das kurze Zeit später per Textnachricht. Nach einem Sturz am Flughafen, während dessen die Ich-Erzählerin um das Überleben des Fötus besorgt ist, trifft sie die Entscheidung, die Schwangerschaft fortzusetzen.

## Form

### Erzählperspektiven
Der Roman wird überwiegend durch ein Erzählerinnen-Duo vermittelt, bestehend aus der Ich-Erzählerin und einer dialogischen Instanz. Während der erste und dritte Teil weitestgehend dialogisch geschrieben sind, kommt die Ich-Erzählerin im mittleren Teil ohne das Einsetzen der dialogischen Instanz zur Sprache.
Unbekannt ist, zu wem die zweite Stimme gehört und ob es sich etwa durchgehend um dieselbe Person handelt oder welche Beziehung zwischen der Ich-Erzählerin und der dialogischen Instanz besteht. Oft befinden sich Ich-Erzählerin und dialogische Instanz in einer Art Verhör-Situation, in welcher die dialogische Instanz der Ich-Erzählerin Fragen stellt. Felix Stephan schreibt in der Süddeutschen Zeitung: „Es sind selbstvergewissernde, teils provozierende, teils insistierende, teils um Konkretisierung des Erzählten bittende, teils disziplinierende Fragen und Einwände.“ Die Übersetzerin und Professorin für Deutsch an der University of North Carolina at Chapel Hill Priscilla Layne beobachtet, dass die Fragen der „Verhöhrstimme“ Fragen einer Freundin bis hin zu Fragen eines US-Zollbeamten am Flughafen sein könnten. Die Literaturwissenschaftlerinnen Antonia Villinger und Sabrina Huber weisen darauf hin, dass die Fragen teilweise auf „Überwachungs- und Sicherheitsmaßnahmen“ anspielen, die „im Kontext einer Terrorbekämpfung“ nach dem Terroranschlag vom 11. September 2001 stehen und damit auch auf Praktiken des Racial Profiling verweisen. Zum Teil erinnerten die Fragen auch „an einen Appell zur Wachsamkeit, wie ihn unter anderem der Stasi-Apparat während der ehemaligen DDR-Regierung pflegte.“ Die zweite Stimme eröffne, so Villinger und Huber, eine zweite Perspektive auf die Protagonistin, wodurch das Porträt dieser vielschichtiger werde.
Von der Literaturwissenschaftlerin Sarah Colvin werden die beiden Stimmen auch als ich und DU unterschieden, da die dialogische Instanz die Ich-Erzählerin durchgehend mit du anspricht, ohne selbst aus der Ich-Perspektive zu sprechen. Ich und DU unterscheiden sich formal, indem die Rede der dialogischen Instanz durchgehend in Großbuchstaben geschrieben ist. Auf den letzten Seiten des Romans vermischen sich ich und DU formal jedoch: Nun sind stellenweise die in Großbuchstaben geschriebenen Anteile aus der Ich-Perspektive geschrieben und werden von der kleingeschriebenen Stimme, zuvor die Ich-Erzählerin, mit du angesprochen. Besonders die Verschmelzung der beiden Stimmen am Ende führt zu Vermutungen, die dialogische Instanz sei die Erzählerin selbst. So schreibt Priscilla Layne, dass sich der Eindruck, es handele sich bei der dialogischen Instanz um das Alter-Ego der Ich-Erzählerin, besonders zum Ende des Buches verstärkt. Auch Sabrina Huber und Antonia Villinger vermuten, es handele sich um ein „Selbstgespräch mit therapeutischem Charakter“.

### Aufbau & Zeit
1000 Serpentinen Angst ist in die drei Teile „I (points of view)“, „II (picture this)“ und „III (fluchtpunkte)“ untergliedert. Das erste und das dritte Kapitel bestehen zu großen Teilen aus dem Dialog zwischen Ich-Erzählerin und der dialogischen Instanz. Der mittlere Teil ist ohne das Eingreifen der dialogischen Instanz erzählt. Dieser Teil ist zudem gekennzeichnet durch viele Bildbeschreibungen, zum Beispiel Fotos der Eltern vor der Geburt der Protagonistin.
Die Struktur des Romans ist fragmentarisch und spielt mit einem ständigen Wechsel zwischen erlebtem Dialog, Erinnerungen, Gedankenspielen, Bildbeschreibungen und traumhaft-unwirklichen Szenen. Die Erzählweise ist dabei nicht linear oder chronologisch. Die erzählte Zeit erstreckt sich über einen Zeitraum von etwa 20 Jahren, beginnend in den 1990er Jahren bis in die späten 2010er Jahre. Die Lesenden begleiten die Protagonistin durch Rückblicke (Analepsen), Erinnerungen und Wiederholungen. Am Ende des Romans treten auch vereinzelt Vorausdeutungen (Prolepsen) auf. Die Literaturwissenschaftlerin Sarah Colvin hebt hervor, dass Wenzel in dem Roman zudem ein Archiv alternativer Erinnerungen entwerfe. So gibt es immer wieder Momente, in denen sich die Ich-Erzählerin einen anderen Verlauf der erzählten Erinnerungen vorstellt.
Über die drei Abschnitte hinweg finden sich Fragmente, in denen die Ich-Erzählerin an einem Bahnhof vor einem Snack-Automaten steht. Diese spielen außerhalb der erzählten Zeit und enthalten oft traumhaft-unwirkliche Momente. Der Automat wird am Anfang des Buches als das Herz der Ich-Erzählerin beschrieben: „Mein Herz ist ein Automat aus Blech. Dieser Automat steht an irgeneinem Bahnsteig, in irgendeiner Stadt.“ Der Bahnsteig ist zugleich Ort des Suizids des Bruders der Protagonistin. In einer dieser Szenen am Gleis findet die Protagonistin ihren toten Bruder eingehüllt in Zellophanfolie. Der Snackautomat wird von Huber und Villinger auch als „Verarbeitungsort“ für das traumatische Erlebnis des Suizids des Bruders bezeichnet.
Ebenso fragmentarisch wie die Snackautomaten-Szenen sind die zahlreichen Bildbeschreibungen im zweiten Kapitel. Diese enthalten oft popkulturelle Referenzen aus den unterschiedlichen Kontexten, in denen sich die Protagonistin bewegt. In den Beschreibungen kommen zum Beispiel die für die DDR typische, russische Kultauto-Marke Lada, das Cover des Albums „Things Fall Apart“ der US-amerikanischen Hip-Hop Band The Roots oder ein Foto des Megastars Michael Jackson mit der deutschen Band Tic Tac Toe vor.
Die fragmentarische und nicht-lineare Erzählstrategie Wenzels wird oft mit den bereits im Titel anklingenden Serpentinen in Zusammenhang gebracht. So schreiben Antonia Villinger und Sabrina Huber in 1000 Serpentinen Angst verlaufe „das Erzählen, im Sinne der Anordnung und des Fortgangs der Geschichte maßgeblich in Erzählschlaufen und über narrative ‚Umwege‘. Dabei gleicht der Fortschritt […] einer Fahrt über Serpentinen“. Sarah Colvin beschreibt, dass sich durch den Handlungsverlauf in „Schleifen oder Serpentinen“ Bedeutung im Roman über Zeit und Raum hinweg ausbreite. Die Serpentinen aus dem Titel des Romans repräsentieren dabei laut Colvin sowohl die sich wiederholenden Rassismuserfahrungen als auch die Vorwärtsbewegung der Protagonistin im Angesicht des sie umgebenden Rassismus.

### Sprache
Der Roman ist auf Deutsch verfasst, enthält jedoch auch viele englischsprachige Wendungen sowie Slang. So ist zum Beispiel die in kursiv gesetzte wörtliche Rede häufig englisch- und selten auch französischsprachig. Auch die Kapitelüberschriften der ersten beiden Kapitel „I (ponits of view)“ und „II (picture this)“ sind auf Englisch verfasst. Die Dialoge des Romans bestehen zum Großteil aus Alltagssprache.

## Rezeption

### Rezeption bei Erscheinen
Noch im Jahr seines Erscheinen erhielt der Roman den Literaturpreis der Stadt Fulda für das beste Debüt und gelangte auf die Longlist des Deutschen Buchpreises sowie die Shortlist des aspekte-Literaturpreises. Die Jury des Literaturpreises der Stadt Fulda hob hervor, der Roman behandle anhaltende strukturelle Diskriminierung auf eine Weise, die für deutschsprachige Gegenwartsliteratur einzigartig sei.
1000 Serpentinen Angst wurde beim Erscheinen im deutschsprachigen Feuilleton durchgehend positiv besprochen. Enrico Ippolito hebt im Spiegel hervor, dass die Autorin eine „neue Sprache für ihre Ich-Erzählerin“ gefunden habe. Die Dialogform sowie das Spiel mit den Zeitsprüngen sei dabei „niemals verwirrend; das Zusammenlegen von Wahrheit und Lüge, das ständige Spielen mit allen Ebenen der Fiktion – es macht diesen Roman aus.“ Cornelia Geißler beschreibt in ihrer Rezension für die Frankfurter Rundschau Wenzels Sprache als „ungewöhnlich und einleuchtend“. Geißler hebt dabei besonders die Szenen hervor, in denen die Protagonistin vor dem Snackautomaten steht. Diese seien „fantastisch[...], mit Witz und überraschender Detailschärfe“ geschildert. In der Süddeutschen Zeitung beschreibt Felix Stephan den Roman als bemerkenswerten Beitrag zu identitätspolitischen Debatten, da die Erzählerin mit dem Umstand ringe, „gleichzeitig Unterdrückerin und Unterdrückte zu sein“. Fridtjof Küchemann bezeichnet 1000 Serpentinen Angst in der Frankfurter Allgemeinen Zeitung als „eindrucksvollen, schonungslosen, zärtlichen Roman“.

### Wirkungsgeschichte
1000 Serpentinen Angst wurde unter anderem am Maxim Gorki Theater Berlin von der Regisseurin Anta Helena Recke für das Theater adaptiert und feierte dort am 27. August 2021 Premiere. Weitere Adaptionen waren am Staatstheater Hannover und am Staatstheater Meiningen zu sehen.
Der Roman wurde von Priscilla Layne ins Englische übersetzt und erschien 2022 unter dem Titel 1000 Coils of Fear bei Dialogue Books. 1000 Serpentinen Angst wurde außerdem ins Niederländische, Norwegische, Tschechische und Dänische übersetzt.
Während 1000 Serpentinen Angst im Feuilleton positiv aufgenommen wurde, äußerte der deutsche Literaturwissenschaftler Moritz Baßler Kritik an dem Roman. In seinem populärwissenschaftlichen Buch Populärer Realismus. Vom International Style gegenwärtigen Erzählens beschreibt Baßler den Roman als Ausdruck eines „neuen Midcults“. Dieser zeichne sich durch ein Missverhältnis zwischen einfacher Lesbarkeit und einem hohen weltanschaulichen Anspruch aus. Trotz seiner „verwirrend komplexen“ Erzählstruktur sei 1000 Serpentinen Angst ein Beispiel für diesen neuen Midcult. Baßler argumentiert, dass der Roman die Welt in „Freund und Feind“ aufteile und eine erzählte Welt präsentiere, „ohne dass wir auf deren Gemachtheit aufmerksam gemacht werden“. Dies fördere die „Identifikation mit der Protagonistin“, was eine verabsolutierende Tendenz aufweise. Laut Baßler verschleiere diese Erzählweise die eigentliche Funktion des populären Realismus, der anstatt weltanschaulich Neues hervorzubringen, lediglich die „Ideologie der jeweiligen Stilgemeinschaft“ widerspiegele.
Die britische Literaturwissenschaftlerin, Germanistin und Geschlechterforscherin Sarah Colvin äußerte in einer Rezension zu Baßlers Populärer Realismus Zweifel an dessen Kritikverfahren. Sie argumentiert, dass Baßlers Ansatz selbst autoritäre Tendenzen aufweise. In Bezug auf 1000 Serpentinen Angst hebt Colvin hervor, dass die zwei- und stellenweise sogar drei-stimmige Erzählweise des Romans wiederholt Zweifel an der Authentizität der Ich-Erzählerin aufwirft, was einer einfachen Identifikation mit der Protagonistin entgegenstehe. Darüber hinaus betont Colvin, dass Wenzel mit der durch Zeitsprünge und Rückblicke geprägten Erzählweise eine ästhetische Strategie verfolge, die „die Gegenwart als bedingt und veränderbar“ erscheinen lasse, wodurch „unterschiedliche Vergangenheiten und eine andere zukünftige Ordnung […] denkbar“ würden.
1000 Serpentinen Angst wurde außerdem in zahlreichen weiteren wissenschaftlichen Publikationen besprochen. Diese setzen sich z. B. mit der besonderen Zeitlichkeit, den Beschreibungen eines „neuen“, alltäglichen Rassismus im Kontext der Black-Lives-Matter-Bewegung, der Repräsentation von Angst, dem Heimatbegriff, Trauma und Intersektionalität und den surrealen, fantastischen und spekulativen Momenten des Romans auseinander.
Der Roman wird auf der Online-Plattform „Lückenliste“ des Netzwerkes #breiterkanon aufgeführt. Die Lückenliste soll bestehende Kanons, zum Beispiel an Schulen oder Universitäten, erweitern. Laut den Mitgliedern des Netzwerkes sind marginalisierte Personen im Kanon unterrepräsentiert, dazu zählen unter anderen Frauen und Personen of Colour.

### Textausgaben
- Deutsche Ausgabe: Olivia Wenzel: 1000 Serpentinen Angst. Fischer Verlag, Frankfurt am Main 2020.
- Englische Übersetzung: Olivia Wenzel: 1000 Coils of Fear. Ins Englische übertragen von Priscilla Layne. Dialogue Books, London 2022.

### Sekundärliteratur
- Thanapon Danpakdee: Produktion von alternativem Wissen als Widerstandsstrategie gegen epistemische Ungerechtigkeit in Olivia Wenzels 1000 Serpentinen Angst. In: Jeannette Oholi (Hg.): Schwarze deutsche Literatur. Ästhetische und aktivistische Interventionen von den 1980er Jahren bis heute. Transcript, Bielefeld 2025, S. 111–127.
- Sabrina Huber, Antonia Villinger: Schwarz, schwanger und selten sicher : über unheimliche Automatenszenen und serpentinenförmiges Erzählen in Olivia Wenzels 1000 Serpentinen Angst. In: Verónica Abrego, Ina Henke, Magdalena Kißling, Christina Lammer, Maria-Theresia Leuker (Hg.): Intersektionalität und erzählte Welten: literaturwissenschaftliche und literaturdidaktische Perspektiven. wbg Academic, Darmstadt 2023, S. 133–160, https://doi.org/10.21248/gups.73819
- Priscilla Layne: “That's How It Is”: Quotidian Violence and Resistance in Olivia Wenzel's 1000 Coils of Fear. In: Novel 55/1, 2022, S. 38–60, https://doi.org/10.1215/00295132-9614973
- Sarah Colvin: FREEDOM TIME: TEMPORAL INSURRECTIONS IN OLIVIA WENZEL'S 1000 SERPENTINEN ANGST AND SHARON DODUA OTOO'S ADAS RAUM. In: German Life and Letters 75/1, 2022, S. 138–165, https://doi.org/10.1111/glal.12323